# Riozinho
Riozinho, amtlich portugiesisch Município de Riozinho, deutsch kleiner Fluss, ist eine Gemeinde im Bundesstaat Rio Grande do Sul im Süden Brasiliens. Die Bevölkerungszahl wurde zum 1. Juli 2019 auf 4653 Einwohner geschätzt, die auf einer Gemeindefläche von rund 239,6 km² leben und Riozinhenser (riozinhenses) genannt werden. Sie liegt etwa 105 km nordöstlich der Hauptstadt Porto Alegre.
Benachbart sind die Orte São Francisco de Paula im Norden, Maquiné im Osten, Caraá im Südosten, Santo Antônio da Patrulha im Südwesten und Rolante im Westen. Ursprünglich war Riozinho Teil des Munizips Rolante. Die Gemeinde ist bekannt durch den Wasserfall Chuvisqueiro.
Das vorwiegende Biom ist Mata Atlântica.

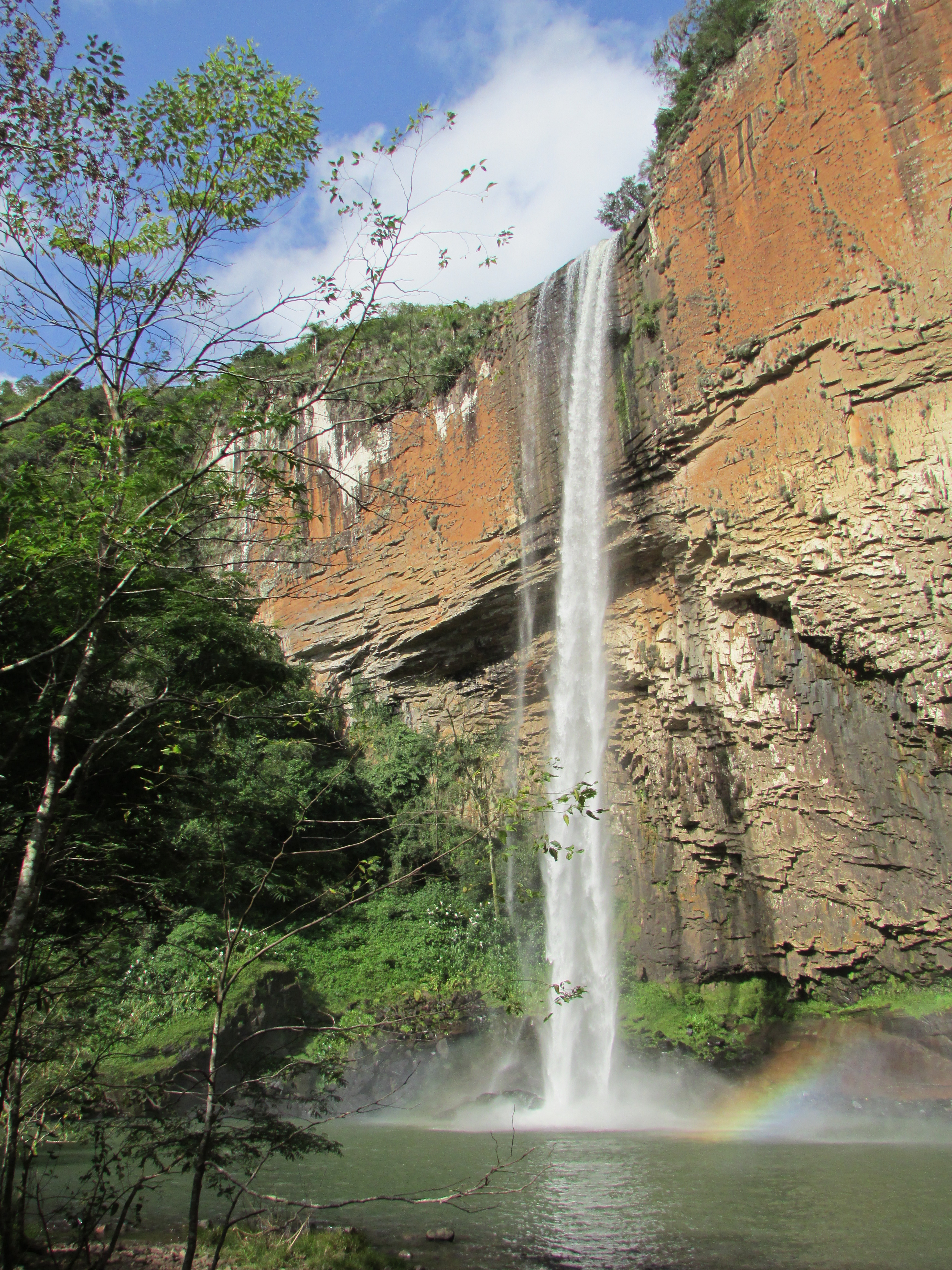
Wasserfall Chuvisqueiro
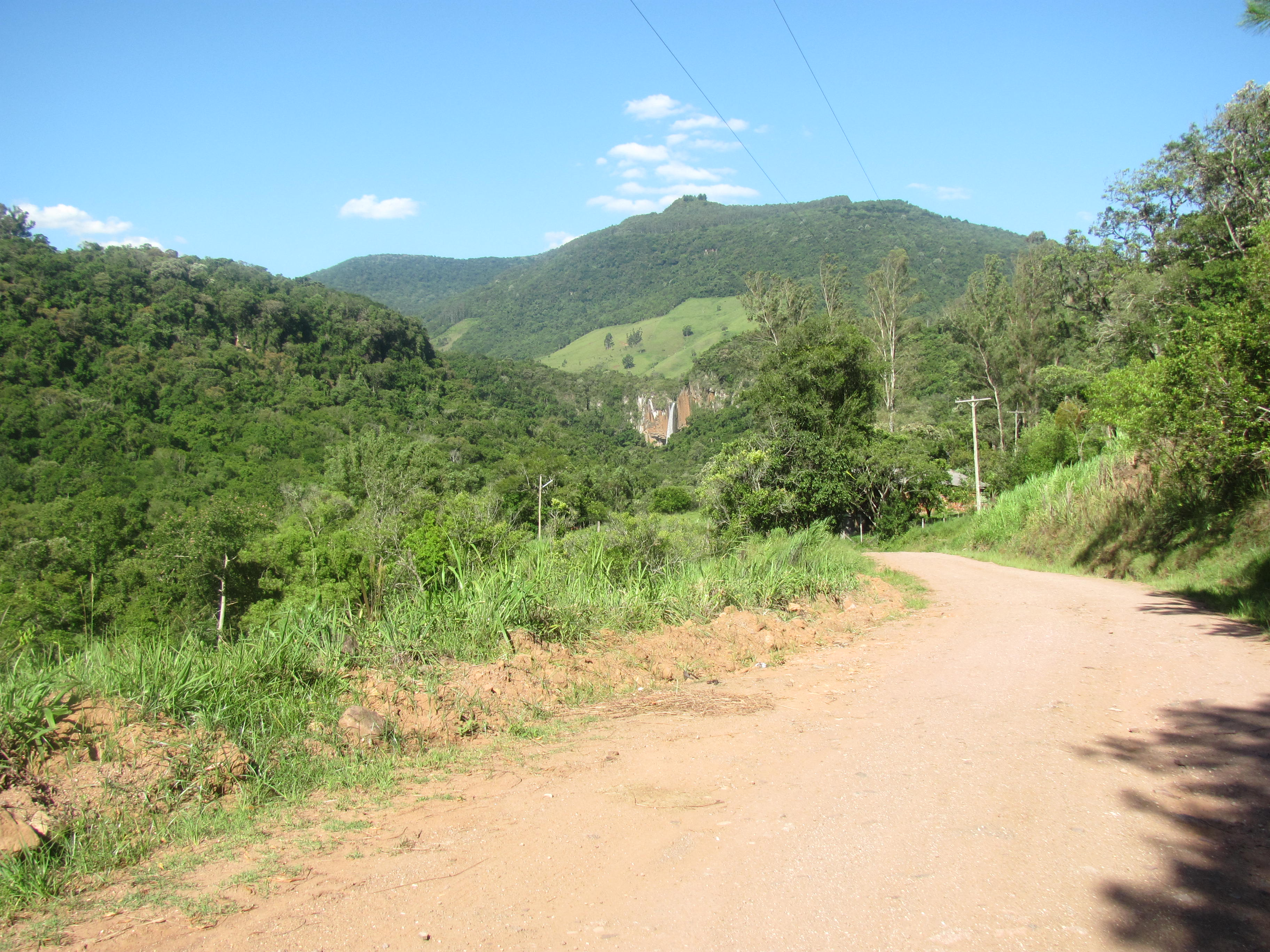
Hügellandschaft bei Chuvisqueiro